# Actinothoe carlgreni
Actinothoe carlgreni is een zeeanemonensoort uit de familie Sagartiidae.
Actinothoe carlgreni is voor het eerst wetenschappelijk beschreven door Haddon & Duerden in 1896.